# لويس لانسانا بيافوغي
لويس لانسانا بيافوغي قالب:Lang-nqo (و. 1923 – 1984 م) هو سياسي، ودبلوماسي من غينيا .

## روابط خارجية
- لويس لانسانا بيافوغي على موقع IMDb (الإنجليزية)
- لويس لانسانا بيافوغي على موقع مونزينجر (الألمانية)